# Malmö stads pris
Malmö stads pris är ett årligt travlopp för 3-åriga och äldre varmblod som körs på Jägersro i Malmö i Skåne län. Det går av stapeln under tävlingsdagen för Hugo Åbergs Memorial i juli varje år. Loppet är ett stayerlopp över 3140 meter samt tillägg på 20 respektive 40 meter beroende på hästens intjänade pengar. Loppet körs med startmetoden voltstart.
Förstapris är 300 000 kronor. Det är ett Grupp 2-lopp, det vill säga ett lopp av näst högsta internationella klass.
Sedan 2014 ingår dessutom loppet som ett försökslopp i "Summer Meeting Stayer", vilket är en serie av tre försökslopp och ett finallopp som körs under sommaren. Det första loppet som ingår i serien är ett lopp under tävlingsdagen för Copenhagen Cup på travbanan i Charlottenlund i Danmark. Därefter ett lopp under tävlingsdagen för Oslo Grand Prix på Bjerke Travbane i Norge, och slutligen Malmö Stads Pris. De hästar som placerat sig bäst i dessa tre lopp kvalificerar sig för seriens finallopp Lyon Grand Prix, som går av stapeln i samband med Åby Stora Pris på Åbytravet i augusti varje år.

## Vinnare
| År   | Häst              | Kusk                   | Tränare                | Odds   | Tid     | Tvåa             | Trea              |
| ---- | ----------------- | ---------------------- | ---------------------- | ------ | ------- | ---------------- | ----------------- |
| 2024 | Jos Maza          | Michel F. Rothengatter | Michel F. Rothengatter | 7,85   | 1.14,1  | Victory Eagle    | Anse Macquereau   |
| 2023 | Mill Mighty       | Paw Mahony             | Paw Mahony             | 6,87   | 1.14,1  | King Schermer    | Versace Face      |
| 2022 | Staro Leonardo    | Joakim Lövgren         | Joakim Lövgren         | 8,32   | 1.13,8  | Versace Face     | Holy Water        |
| 2021 | M.T.Oscar         | Ken Ecce               | Tomas Malmqvist        | 3,66   | 1.14,4  | Mister Donald    | Ferrari Sisu      |
| 2020 | Who's Who         | Örjan Kihlström        | Pasi Aikio             | 5,58   | 1.13,4  | Unoicsdue Gnafa  | Etenclin          |
| 2019 | Reckless          | Björn Goop             | Björn Goop             | 2,60   | 1.13,7  | Dragster         | Juan              |
| 2018 | Reckless          | Björn Goop             | Björn Goop             | 2,66   | 1.13,1  | Edindy           | Mr Jäger          |
| 2017 | Rapide du Pommeau | Thomas Uhrberg         | Thomas Uhrberg         | 60,38  | 1.13,9  | Heartbreaker V.S | El Mago Pellini   |
| 2016 | Reckless          | Björn Goop             | Björn Goop             | 7,26   | 1.13,2  | Thunder Peak     | Alfas da Vinci    |
| 2015 | Alfas da Vinci    | Joakim Lövgren         | Joakim Lövgren         | 15,80  | 1.13,9  | Jane's Hugo      | Ru de l'Airou     |
| 2014 | Oliver Kronos     | Björn Goop             | Ulf Stenströmer        | 4,23   | 1.14,9  | Quirire          | Riff Kronos       |
| 2013 | Sem Jafet         | Peter Untersteiner     | Peter Untersteiner     | 33,78  | 1.14,2  | Juggle Face      | Save The Quick    |
| 2012 | Victoria Fame     | Thomas Uhrberg         | Gert Henriksson        | 169,51 | 1.14,1  | Spring Erom      | Classic Grand Cru |
| 2011 | Nash As           | Lutfi Kolgjini         | Lutfi Kolgjini         | 9,09   | 1.15,2  | New Line         | Crazy in Love     |
| 2010 | Campari Akema     | Claes Svensson         | Claes Svensson         | 16,29  | 1.14,1  | Yason Boko       | Nelson Derm       |
| 2009 | Laughing Stock    | Jeppe Juel             | Morten Juul            | 13,06  | 1.15,0  | Master Danchip   | Gidde T.H.        |
| 2008 | Venividivici Joe  | Hugo Langeweg Jr       | Hugo Langeweg Jr       | 26,43  | 1.15,6  | Nisse Lenson     | Jitterbug         |
| 2007 | Coolman Crown     | Veijo Heiskanen        | Veijo Heiskanen        | 3,99   | 1.16,2  | Vioxx S.R.       | In Cap N'Gown     |
| 2006 | Onceanight        | Erik Adielsson         | Hans Adielsson         | 13,59  | 1.16,2  | Simb Soldier     | Tornado Gull      |
| 2005 | Simmie Rider      | Hugo Langeweg Jr       | Hugo Langeweg          | 2,63   | 1.16,6  | Mr Arrow         | Dominik O.H.      |
| 2004 | Vip River         | Jörgen Sjunnesson      | Peter U. Andersson     | 74,07  | 1.16,1  | Flambe F.H.      | Grand Slam As     |
| 2003 | Half Moon         | Per Nordström          | Bo F. Karlsson         | 4,13   | 1.15,5  | Etain Royal      | Equator Damhus    |
| 2002 | Fräkke Frederik   | Preben Kjaersgaard     | Preben Kjaersgaard     | 2,92   | 1.16,7  | Equator Damhus   | El Caballo        |
| 2001 | Kokomotranss R.   | Peter Strooper         | Peter Strooper         | 6,43   | 1.16,2  | Victory King     | Dan Silvio        |
| 2000 | Axwill            | Knud Mönster           | Carsten S. Nielsen     | 4,16   | 1.15,5  | Frasse Vint      | Cost a Lot        |
| 1999 | Gill’s Victory    | Steen Juul             | Steen Juul             | 1,95   | 1.15,4  | Weidemann        | Chutney Kinney    |
| 1998 | Express Road      | Philippe Allaire       | Philippe Allaire       | 11,59  | 1.16,3  | Oui Sapristi     | Sam Ideal         |
| 1997 | Pride Farming     | Örjan Kihlström        | Peter Karlsson         | 2,21   | 1.16,1  | X.L.             | Godeys Guy        |
| 1996 | Next Chance       | Stig H. Johansson      | Stig H. Johansson      | 7,74   | 1.16,7  | Egge Inco        | Com Fear          |
| 1995 | Living Pride      | Trond Skauen           | Ingvild Seljord        | 6,36   | 1.15,7  | Solo Stensbaek   | Jacob Jison       |
| 1994 | Excellens Bunter  | Veijo Heiskanen        | Hans-Eric Johansson    | 49,43  | 1.16,9  | Next Chance      | Ewing Hornline    |
| 1993 | Hausse            | Lutfi Kolgjini         | Lutfi Kolgjini         | 7,28   | 1.13,6a | Sebastian Dalia  | Ivano Guvijo      |
| 1992 | Atom Knight       | Anders Lindqvist       | Anders Lindqvist       | 2,39   | 1.13,1a | Defiant One      | Juis              |
| 1991 | Nealy Lobell      | Johnny Takter          | Johnny Takter          | 1,29   | 1.13,8a | Tulleman         | Bolets Pegasus    |
| 1990 | Shesellseashells  | Lennart Forsgren       | Hans Adielsson         | 4,36   | 1.13,8a | Moment of Magic  | Bolets Pegasus    |
| 1989 | Bolets Pegasus    | Per-Erik Eriksson      | Per-Erik Eriksson      | 4,66   | 1.16,6a | Atom Knight      | Glitterman        |
| 1988 | Lord Quick        | Mats Rånlund           | Mats Rånlund           | 1,33   | 1.18,1a | Dacke Frö        | Kublai Khan       |
| 1987 | Dynamite Turf     | Anders Lindqvist       | Anders Lindqvist       | 3,79   | 1.14,9a | Domenikus        | Garrett Lobell    |
| 1986 | Pennington        | Stefan Söderkvist      | Stefan Söderkvist      | 5,33   | 1.13,8a | Garrett Lobell   | Super Play        |
| 1985 | Lea Key           | Hans G. Eriksson       | Per-Erik Eriksson      | 5,52   | 1.13,6a | Matiné           | Elton Sidney      |